# فرانسه ۳
فرانسه ۳ (به انگلیسی: France 3) یا فرانس ۳ (تلفظ می‌شود [fʁɑ̃s tʁwɑ]) یک شبکه تلویزیونی عمومی بدون رمزگذاری و آزاد فرانسه و بخشی از گروه فرانس تلویزیون است که شامل فرانسه ۲، فرانسه ۴، فرانسه ۵ و فرانسه اُ نیز می‌شود.
این مجموعه شبکه ای از خدمات تلویزیونی منطقه ای است که اخبار روزانه و حدوداً ده ساعت سرگرمی و برنامه‌های فرهنگی را تولید می‌کند که برای هر منطقه حدوداً هر هفته ساخته می‌شود. این کانال همچنین برنامه‌های مختلف ملی و اخبار ملی و بین‌المللی را از پاریس پخش می‌کند. این کانال تا زمان تعویض رسمی آن توسط فرانسه ۳ در سپتامبر ۱۹۹۲ تحت عنوان FR3 یا فرانس رژیون ۳ شناخته می‌شد.